# Пам'ятки історії Томашпільського району
У Томашпільському районі Вінницької області на обліку перебуває 35 пам'яток історії.
| № п/п | Охоронний № | Найменування пам'ятки | Адреса                                                          | Дата (епоха)           | Дата відкриття або виявлення | Автори                         | Матеріал                                         | Основні розміри                                  | Рішення про взяття під охорону |
| ----- | ----------- | --- | --------------------------------------------------------------- | ---------------------- | ---------------------------- | ------------------------------ | ------------------------------------------------ | ------------------------------------------------ | ------------------------------ |
| 1.    | 910         | Братська могила 20 воїнів Радянської армії, загиблих при визволенні селища і пам'ятник 434 воїнам-односельчанам, загиблим на фронтах ВВВ | смт Томашпіль, Томашпільська сел/р, вул. Уріцького              | 1944 р.                | 1949 р.                      | Київський худ. фонд            | ск. з/бетон, пост. бетон                         | ск. 2 м, п. 2,1х3х3 м                            | № 313 10.06.1971 р.            |
| 2.    | 154         | Могила бійців продзагону | смт Томашпіль, Томашпільська сел/р, вул. Інтернаціональна       | 1920                   | 1950 р.                      | місцеві майстри                | вапняк                                           | об. 2,5 м                                        | № 228 22.05.1986 р.            |
| 3.    | 914         | Пам'ятник 237 воїнам-односельчанам, загиблим на фронтах ВВВ.                                                                             | с. Антонівка, Антонівська с/р, вул. Миру                        | 1941—1945 рр.          | 1965 р.                      | Київський худ. фонд            | ск. мармурова крихта, пост. з/бетон, об. з/бетон | ск. 3,0 м, п. 0,9х1,0х1,0 м, об. 7,0х0,35х1,05 м | № 313 10.06.1971 р.            |
| 4.    | 468         | Пам'ятник воїнам-визволителям | смт Вапнярка, Вапнярська сел/р, біля Будинку культури           | 1944 р.                | 1980 р.                      | місцеві майстри                | метал, камінь                                    | пост. 5,80х4,0х4,0 м                             | № 96 18.02.1983 р.             |
| 5.    | 915         | Братська могила 154 радянських воїнів, загиблих при визволенні селища                                                                    | смт Вапнярка, Вапнярська сел/р, на роздоріжжі Вапнярка — Ямпіль | 1944 р.                | 1976 р.                      | ск. В. І. Смаровоз, м. Вінниця | ск. з/бетон, пост. з/бетон                       | ск. 3 м, п. 0,6х1,2х2,5 м, мог. 2,4х4,5 м        | № 313 10.06.1971 р.            |
| 6.    | 356         | Пам'ятник 121 воїнові-односельцю, що полягли на фронтах ВВВ.                                                                             | смт Вапнярка, Вапнярська с/р, вул. 50-річчя Перемоги            | 1941—1945 рр.          | 1972 р.                      | Львів. худ. фонд               | ск. з/бетон, пост. з/бетон                       | ск. 2,4 м, п. 0,6х0,3х1,5 м                      | № 29 19.06.1977 р.             |
| 7.    | 45          | Будинок школи, в якій навчався генерал армії, двічі Герой Радянського Союзу І. Д. Черняхівський                                          | смт Вапнярка, Вапнярська с/р, вул. Островського, 2              | 1914—1918 рр.          | 1886 р.                      | невідомі                       | цегла                                            | 40х70 м                                          | № 443 22.12.1997 р.            |
| 8.    |             | Пам'ятник 127 воїнам-односельчанам, загиблим на фронтах ВВВ                                                                              | с. Вапнярки, Паланська с/р, вул. Леніна                         | 1941—1945 рр.          | ___                          | ____                           | ____                                             | ____                                             | ___                            |
| 9.    | 467         | Братська могила 3 червоноармійців | с. Вапнярки, Паланська с/р, біля Будинку культури.              | 1920 р.                | 1976 р.                      | місцеві майстри                | об. метал                                        | об. 1,5х0,5х0,5 м                                | № 96 18.02.1983 р.             |
| 10.   | 357         | Пам'ятник 283 воїнам-односельчанам, загиблим на фронтах ВВВ.                                                                             | с. Велика Русава, Великорусавська с/р, вул. Кірова              | 1941—1945 рр.          | 1975 р.                      | Вінницький худ. фонд           | ск. з/бетон, пост. з/бетон                       | ск. 3,1 м, п. 1,4х3,3х3,3 м                      | № 29 19.06.1977 р.             |
| 11.   | 371         | Братська могила 15 воїнів Радянської армії, загиблих при визволенні села, і пам'ятник 108 воїнам-односельцям, загиблим на фронтах ВВВ    | с. Вербова, Вербівська с/р, вул. Петровського                   | 1944 р., 1941—1945 рр. | 1970 р.                      | Львів. худ. фонд               | ск. з/бетон, пост. з/бетон                       | ск. 2,5 м, п. 1,5х3,3х3,3 м                      | № 29 19.06.1977 р.             |
| 12.   | 907         | Братська могила 3 радянських воїнів, загиблих при визволенні села                                                                        | с. Вила, Вилянська с/р, вул. Леніна                             | 1944 р.                | 1956 р.                      | Київський худ. фонд            | ск. з/бетон, пост. цегла                         | ск. 3 м, п. 2,5 м                                | № 313 10.06.1971 р.            |
| 13.   | 916         | Пам'ятник 164 воїнам-односельчанам, загиблим на фронтах ВВВ.                                                                             | с. Вила, Вилянська с/р, вул. Леніна                             | 1941—1945 рр.          | 1966 р.                      | Київський худ. фонд            | об. з/бетон                                      | об. 5х1х0,6 м                                    | № 313 10.06.1971 р.            |
| 14.   | 355         | Братська могила 105 радянських воїнів, загиблих при визволенні села                                                                      | с. Високе, Височанська с/р, вул. Леніна                         | 1944 р.                | 1956 р.                      | Одеський худ. фонд             | ск. з/бетон, пост. цегла                         | ск. 1,8 м, п. 1х1,3х1,3 м                        | № 29 19.06.1977 р.             |
| 15.   | 358         | Пам'ятник 186 воїнам-односельчанам, загиблим на фронтах ВВВ.                                                                             | с. Горишківка, Горишківська с/р, вул. Леніна                    | 1941—1945 рр.          | 1975 р.                      | Львів. худ. фонд               | ск. з/бетон, пост. з/бетон, об. з/бетон          | ск. 2,5 м, п. 1х1,2х1,1 м, об. 4,5 м             | № 29 19.06.1977 р.             |
| 16.   | 905         | Братська могила 4 червоноармійців | с. Гнатків, Гнатківська с/р, біля Будинку культури              | 1920 р.                | 1957 р.                      | Київський худ. фонд            | об. з/бетон, пост. цегла                         | об. 1,5х0,4х0,4 м, п. 1х0,5х0,5 м                | № 313 10.06.1971 р.            |
| 17.   | 917         | Пам'ятник 122 воїнам-односельчанам, загиблим на фронтах ВВВ.                                                                             | с. Гнатків, Гнатківська с/р, біля с/р                           | 1941—1945 рр.          | 1967 р.                      | Львів. худ. фонд               | ск. з/бетон, пост. з/бетон                       | ск. 3 м, п. 1х1,5х1,5 м                          | № 313 10.06.1971 р.            |
| 18.   | 359         | Пам'ятник 106 воїнам-односельчанам, загиблим на фронтах ВВВ                                                                              | с. Жолоби, Жолоб'янська с/р, вул. Ілліча                        | 1941—1945 рр.          | 1975 р.                      | Львів. худ. фонд               | ск. бетон, пост. з/бетон                         | ск. 2,4 м, п. 0,3х3,2х1,2 м                      | № 29 19.06.1977 р.             |
| 19.   | 360         | Пам'ятник 52 воїнам-односельчанам, загиблим на фронтах ВВВ                                                                               | с. Калинка, Пилипо-Борівська с/р, вул. Мічуріна                 | 1941—1945 рр.          | 1970 р.                      | Львів. худ. фонд               | ск. з/бетон, пост. з/бетон                       | ск. 4 м, п. 1,5х2,3х3,3 м                        | № 29 19.06.1977 р.             |
| 20.   | 370         | Пам'ятник 240 воїнам-односельцям, загиблим на фронтах ВВВ                                                                                | с. Колоденка, Колоденська с/р, вул. Леніна                      | 1941—1945 рр.          | 1975 р.                      | Львів. худ. фонд               | ск. бетон пост. бетон                            | ск. 2 м, п.5х0,5х0,5 м                           | № 29 19.06.1977 р.             |
| 21.   | 908         | Братська могила 123 радянських воїнів, загиблих при визволенні села Комаргород та навколишніх сіл                                        | с. Комаргород, Комаргородська с/р, вул. Перемоги                | 1944 р.                | 1958 р.                      | Київський худ. фонд            | ск. з/бетон, пост. цегла, плити з/бетон          | ск. 2,9 м, п. 1х2х2 м, пл. 2х2,5 м               | № 313 10.06.1971 р.            |
| 22.   | 913         | Пам'ятник 133 воїнам-односельцям, загиблим на фронтах ВВВ                                                                                | с. Марківка, Марківська с/р, вул. Леніна                        | 1941—1945 рр.          | 1961 р.                      | Київський худ. фонд            | ск. бетон, пост. цегла                           | ск. 2,5 м, пост. 1,4х1,4х1 м                     | № 313 10.06.1971 р.            |
| 23.   | 374         | Братська могила 21 радянського воїна, що полягли при визволенні села, і пам'ятник 199 воїнам-односельчанам, загиблим на фронтах ВВВ      | с. Марківка, Марківська с/р, вул. Леніна                        | 1944, 1941—1945 рр.    | 1972 р.                      | Київський худ. фонд            | ск. з/бетон, пост. граніт                        | ск. 4,5 м, п. 2х4х4 м                            | № 29 19.06.1977 р.             |
| 24.   | 361         | Пам'ятник 212 воїнам-односельчанам, загиблим на фронтах ВВВ, і 5 червоноармійцям                                                         | с. Нетребівка, Нетребівська с/р, вул. Леніна                    | 1941—1945 рр., 1920 р. | 1969 р.                      | Одеський худ. фонд             | ск. мармуровий дрібняк, пост. з/бетон            | ск. 3 м, п. 4,5х5,1х0,7 м                        | № 29 19.06.1977 р.             |
| 25.   | 362         | Пам'ятник 254 воїнам-односельцям, загиблим на фронтах ВВВ.                                                                               | с. Олександрівка, Олександрівська с/р, вул. Радянська           | 1941—1945 рр.          | 1968 р.                      | Київський худ. фонд            | ск. з/бетон, пост. цегла                         | ск. 2,6 м, п. 0,4х2,6х0,9 м                      | № 29 19.06.1977 р.             |
| 26.   | 363         | Пам'ятник 118 воїнам-односельчанам, загиблим на фронтах ВВВ                                                                              | с. Паланка, Паланська с/р, вул. Чкалова                         | 1941—1945 рр.          | 1973 р.                      | Львів. худ. фонд               | ск. бетон пост. бетон                            | ск. 2,5 м, п. 1х1,5х1,5 м                        | № 29 19.06.1977 р.             |
| 27.   | 912         | Могила гвардії лейтенанта Чепурнова В. О., загиблого при визволенні села                                                                 | с. Пеньківка, Пеньківська с/р, вул. Комсомольська               | 1944 р.                | 1955 р.                      | місцеві майстри                | об. граніт, плита граніт                         | об. 2х3х0,6 м, плита 0,4х2х1,2 м                 | № 313 10.06.1971 р.            |
| 28.   | 364         | Пам'ятник 121 воїнові-односельцю, що полягли на фронтах ВВВ                                                                              | с. Пеньківка, Пеньківська с/р, вул. Комсомольська               | 1941—1945 рр.          | 1974 р.                      | Одеський худ. фонд             | ск. з/бетон, пост. з/бетон                       | ск. 4 м, пост. 2,5х5,8х1,5 м                     | № 291 09.06.1977 р.            |
| 29.   | 365         | Пам'ятник 116 воїнам-односельчанам, загиблим на фронтах ВВВ                                                                              | с. Пилипи-Борівські, Пилипо-Борівська с/р, вул. Першотравнева   | 1941—1945 рр.          | 1969 р.                      | Київський худ. фонд            | ск. бетон, пост. бетон                           | ск. 3 м, пост. 1,3х1,5х1,05 м                    | № 291 09.06.1977 р.            |
| 30.   | 366         | Пам'ятник 128 воїнам-односельчанам, загиблим на фронтах ВВВ                                                                              | с. Ракова, Раківська с/р, вул. Радянська                        | 1941—1945 рр.          | 1970 р.                      | Львів. худ. фонд               | ск. з/бетон, пост. камінь                        | ск. 3,2 м, пост. 1,9х1,5х1,3 м                   | № 291 09.06.1977 р.            |
| 31.   | 367         | Пам'ятник 276 воїнам-односельчанам, загиблим на фронтах ВВВ                                                                              | с. Рожнятівка, Рожнятівська с/р, вул. Миру                      | 1941—1945 рр.          | 1971 р.                      | Львів. худ. фонд               | ск. бетон, пост. бетон                           | ск. 2,9, пост. 1,8х1,5х1,5 м                     | № 291 09.06.1977 р.            |
| 32.   | 909         | Братська могила 22 воїнів Радянської армії, загиблих при визволенні села                                                                 | с. Стіна, Стінянська с/р, вул. Леніна                           | 1944 р.                | 1958 р.                      | Київський худ. фонд            | ск. з/бетон, пост. з/бетон                       | ск. 2 м, пост. 1,5х1,5х1,5 м                     | № 313 10.06.1971 р.            |
| 33.   | 919         | Пам'ятник 253 воїнам-односельчанам, загиблим на фронтах ВВВ                                                                              | с. Стіна, Стінянська с/р, вул. Леніна                           | 1941—1945 рр.          | 1978 р.                      | Одеський худ. фонд             | ск. з/бетон, пост. бетон                         | ск. 2,7 м, пост. 1,4х1,2х1,2 м                   | № 313 10.06.1971 р.            |
| 34.   | 368         | Пам'ятник 321 воїнові-односельцю, що полягли на фронтах ВВВ                                                                              | с. Яланець, Яланецька с/р, вул. Леніна                          | 1941—1945 рр.          | 1966 р.                      | Одеський худ. фонд             | ск. з/бетон, пост. бетон                         | ск. 2,7 м, пост. 1,4х1,2х1,2 м                   | № 313 10.06.1971 р.            |
| 35.   | 369         | Пам'ятник 116 воїнам-односельцям, загиблим на фронтах ВВВ                                                                                | с. Яришівка, Липівська с/р, вул. Орлика                         | 1941—1945 рр.          | 1973 р.                      | Одеський худ. фонд             | ск. з/бетон, пост. з/бетон                       | ск. 5 м, пост. 2,5х1,3х1,3 м                     | № 291 09.06.1977 р.            |
|       |             | |                                                                 |                        |                              |                                |                                                  |                                                  |                                |

## Джерело
- Пам'ятки Вінницької області [Архівовано 19 червня 2012 у Wayback Machine.]